# Vechec
Vechec (in ungherese Vehéc) è un comune della Slovacchia facente parte del distretto di Vranov nad Topľou, nella regione di Prešov.